# Nøgenhed
Nøgenhed er det ikke at have tøj på.

## Nøgenhedens idéhistorie
I mange kulturer var nøgenhed i dagliglivet sædvanligt og I mange samfund var det almindeligt at børnene voksede op uden klæder. Dette ses kun sporadisk i dag.
En kultur, som fremmede nøgenhed, var antikkens Grækenland. I jødedommen er nøgenhed forbundet med seksualiteten i ægteskabet. Det samme findes også inden for kristendommens forskellige samfund. Tidligt tog jødedommen afstand fra de hedenske sammenslutninger, som af religiøse grunde fremhæver seksualiteten som en egeninteresse eller som et mål i sig selv.
Seksualiteten kan dyrkes inden for ægteskabet og derved få en anden værdi. Det kan være skik, at en gæst ved hellige steder dækker nøgen hud for at vise at hun ikke er der for at fremvise sin krop. Islam har restriktioner mod nøgenhed. Der er stor variation mellem de forskellige retninger.
Fælles er at man skelner mellem offentlig nøgenhed og nøgenhed i hjemmet. Langt den største del af den religiøse modstand er mod den offentlige nøgenhed.
I den victorianske kultur i England var nøgenhed meget ildeset. Dog havde de prærafaelitiske kunstnere deres blomstringstid i netop denne tidsalder. De er kendt for deres meget romantiske afbildninger af kvinder i lette gevandter i mytologiske temaer.
Man skelner mellem nøgenhed og naturisme, pornografi, ekshibitionisme, erotik m.m.

## Nøgenhed i kunsten
Nøgenhed i kunst er ret udbredt, se Naturisme#Kunst

## Nøgenhed på stranden
De foreningsbaserede kalder sig oftest naturister
Men der er langt flere der blot nøgenbader (uden at være foreningsbaserede).
Der er i Danmark ifølge Politimesterforeningens opfattelse ikke hjemmel til at stille krav om, at nøgenbadning kun må finde sted inden for bestemte områder, men det er en forudsætning, at badningen foregår på en måde, som ikke er i strid med ordensbekendtgørelsens § 3, stk. 2, ifølge hvilken det er forbud "at udvise uanstændig eller anstødelig opførsel, der er egnet til at forulempe andre eller vække offentlig forargelse". Foreningen Danske Naturister forklarer, at "[d]enne fortolkning er en videreførelse af Justitsministeriets beslutning fra 1976 om at nøgenbadning og solbadning på stranden uden tøj ikke i sig selv kan anses for at være uanstændig opførsel.".

## Holdninger
Nøgenhed i Danmark er en naturlig ting, jf bl.a. det danske frisind. Andre kulturer og / eller religioner har stærke holdninger mod dette og her ses bl.a. brug af burkini .

## Frisind
Frisind er en af de 10 værdier nævnt i Danmarkskanonen.

## Sociale medier og nøgenhed
De sociale medier har det generelt anstrengt omkring nøgenhed, Facebook har formentligt lagt sig i førertrøjen hvad dette angår, eksempelvis da der i 2016 opstod polemik omkring, hvorvidt Den Lille Havfrue måtte vises på Facebook.

## Nøgenhed og intim behåring vs glat, uden behåring
Utallige, muligvis især piger/kvinder shaver/barberer/skraber/waxer/brazilian waxer/trimmer behåring væk, men mændene har fulgt rigtigt godt efter.

## Eksterne links
- Nøgenyoga eller Go Bare Yoga som det også kaldes har været lidt on / off de seneste år i København. Her et billede Arkiveret 30. maj 2015 hos  Wayback Machine fra Danske Naturisters side.
- Restauranter hvor man er nøgen mens man spiser. I 2017 åbnede først The Bunyadi Arkiveret 20. november 2017 hos  Wayback Machine i London og nu er Paris fulgt efter med O’naturel Arkiveret 27. november 2017 hos  Wayback Machine
- Friluftsrådet det er OK at være nøgen i skoven. Arkiveret 1. december 2017 hos  Wayback Machine